# Itame cineraria
Itame cineraria är en fjärilsart som beskrevs av Alpheus Spring Packard 1871. Itame cineraria ingår i släktet Itame och familjen mätare. Inga underarter finns listade i Catalogue of Life.